# Jampel Namdröl Chökyi Gyeltshen
| Tibetische Bezeichnung                                           |
| ---------------------------------------------------------------- |
| Tibetische Schrift: འཇམ་དཔལ་ནམ་དྲལ་ཆོས་ཀྱི་རྒྱལ་མཚན                    |
| Wylie-Transliteration: 'jam dpal rnam grol chos kyi rgyal mtshan |
| Chinesische Bezeichnung                                          |
| Vereinfacht: 蒋巴南卓·确吉坚赞                                   |

Jampel Namdröl Chökyi Gyeltshen

Jampel Namdröl Chökyi Gyeltshen (mongolisch Жамбал Намдол Чойжи Жанцанг; geb. 1932 in Lhasa, Tibet; gest. 1. März 2012 in Ulaanbaatar, Mongolei) war der 9. Jebtsundamba Khutukhtu, die höchste religiöse Instanz der Gelug-Schule der Chalcha-Mongolen und somit dritthöchster Lama im tibetischen Buddhismus. Sein Vorgänger Bogd Khan war das letzte regierende Oberhaupt des Buddhismus in der Mongolei. Er selbst verbrachte die meiste Zeit seines Lebens im Exil in Indien. Bis 1990 wurde seine Identität aus Angst vor den kommunistischen Machthabern in der Mongolei geheim gehalten, danach gab es immer wieder Versuche in die Mongolei zu reisen. Erst in seinem letzten Lebensjahr konnte er sich dort dauerhaft niederlassen.

## Leben
Am Ende des Russischen Bürgerkriegs übernahmen im Jahr 1921 die Kommunisten die Macht in der Äußeren Mongolei, wo zuvor der Kriegsherr Roman von Ungern-Sternberg geherrscht hatte. Die Mongolische Revolutionäre Volkspartei duldete den Bogd Khan, verhinderte nach dessen Tod 1924 aber die Suche nach einer neuen Reinkarnation. Die mongolischen Buddhisten blieben deshalb ohne religiöses Oberhaupt. Im Zuge der atheistischen Kampagnen der Kommunisten wurde die Religion stark verfolgt, Klöster wurden aufgelöst und zerstört, Mönche und Lamas wurden eingesperrt oder erschossen.
Im damals noch unabhängigen Tibet, zu dem die mongolischen Buddhisten enge Kontakte pflegten, machte man sich jedoch auf die Suche nach einem Nachfolger. Man fand ihn in dem 1932 in Lhasa nahe dem Jokhang-Tempel geborenen Jampel Namdröl Chökyi Gyeltshen. Im Alter von einem halben Jahr hatten sich seine Eltern getrennt und seine Mutter übergab ihn in die Obhut seines Onkels, der einer der Leibwächter des Dalai Lamas war. Dieser dreizehnte Dalai Lama Thubten Gyatsho starb im Jahr 1933 und bis zum Auffinden eines Nachfolgers übernahm Jampel Yeshe Gyeltshen, der fünfte Reting Rinpoche die Macht. Da es den mongolischen Lamas unmöglich war, einen neuen Jebtsundamba Khutukhtu zu proklamieren, ergriff der Reting Rinpoche in Tibet die Initiative. Im Jahr 1936 wurde der damals vierjährige Jampel Namdröl Chökyi Gyeltshen, nachdem er drei Serien von Tests erfolgreich bestanden hatte, zur Reinkarnation des verstorbenen Bogd Khan und damit zum neuen Jebtsundamba Khutukhtu erklärt. Da die Mongolei unter der Kontrolle der Sowjetunion war und auch in China Bürgerkrieg herrschte und noch dazu 1937 der Zweite Japanisch-Chinesische Krieg ausbrach, wurde seine Existenz geheim gehalten.
Im Alter von sieben wurde er aus der Obhut seines Onkels an das Drepung-Kloster übergeben, wo er von nun an eine monastische Ausbildung bekam. Da seine Identität streng geheim bleiben sollte, konnte er auch nicht im Wohntrakt der im Exil in Lhasa befindlichen Chalcha-Mönche wohnen, sondern führte ganz anonym das Leben eines einfachen tibetanischen Mönchs. Dies führte jedoch auch dazu, dass er die mongolische Sprache nicht lernte. Im Jahr 1950 wurde Tibet vom nun kommunistischen China annektiert und unter Militärverwaltung gestellt. Im Alter von 25 beschloss er daraufhin das Kloster zu verlassen und stattdessen ein ziviles Leben zu führen. Er heiratete und wurde Vater zweier Kinder. Im Jahr 1959 brach jedoch der Tibetaufstand los, der von chinesischen Truppen bekämpft wurde. Der Dalai Lama floh aus Lhasa ins Exil nach Indien. Jampel Namdröl blieb zunächst, beschloss aber 1961 das Land zu verlassen, um nicht selbst verhaftet oder getötet oder als politische Marionette der Kommunisten missbraucht zu werden. In Indien arbeitete er in verschiedenen Berufen, unter anderem als Redakteur für tibetischsprachige Sendungen beim staatlichen All India Radio und im Tibet House in Neu-Delhi. Später starb seine erste Frau und er heiratete wieder. Mit seiner zweiten Frau und mittlerweile sieben Kindern zog er 1975 in den südindischen Bundesstaat Karnataka. Im Jahr 1984 konnte er als normaler Tourist erstmals nach der Flucht Lhasa besuchen.
Nachdem im Jahr 1989 die kommunistischen Regierungen in Osteuropa gestürzt wurden und auch in der Sowjetunion und in der Mongolei deren Macht zu wanken begann, sah der 14. Dalai Lama den richtigen Zeitpunkt gekommen, öffentlich bekannt zu geben, dass es eine Reinkarnation des Bogd Khan gibt und von ihm als solche anerkannt wird. Im selben Jahr gab es in der Mongolei zwar einen Demokratisierungsprozess, doch entgegen den osteuropäischen Ländern und der Sowjetunion konnte im Juli 1990 die Mongolische Revolutionäre Volkspartei die ersten freien Wahlen gewinnen und so an der Macht bleiben. An eine "Rückkehr" in die Mongolei, war deshalb nicht zu denken. Trotzdem wurde er 1991 in einer Zeremonie im indischen Bundesstaat Madhya Pradesh vom Dalai Lama öffentlich bestätigt und 1992 in Dharamsala symbolisch inthronisiert. Im Juli 1999 gelang es ihm, mit einem Touristenvisum erstmals in seinem Leben in die Mongolei zu reisen. Er wurde von den mongolischen Lamas und Mönchen wie ihr Oberhaupt empfangen und im Gandan-Kloster in Ulaanbaatar in einer Zeremonie inthronisiert. Bis dahin war er in der Bevölkerung der Mongolei relativ unbekannt, nun aber strömten auch Dorfbewohner in die Hauptstadt, um den 9. Jebtsundamba Khutukhtu zu sehen. Dies führte jedoch zu diplomatischen Verstimmungen mit der Volksrepublik China, da ein Staatsbesuch von Jiang Zemin bevorstand und die chinesische Regierung verlangte, die Mongolei solle ihn davor außer Landes verweisen. Es wurde ihm jedoch erlaubt bis zum Ende der Gültigkeit seines 30-Tage-Visums im Land zu bleiben. Um eine Begegnung mit dem chinesischen Staatsbesuch zu vermeiden, ging er jedoch nach Norden in die Stadt Erdenet, wo er erneut von buddhistischen Würdenträgern als ihr geistliches Oberhaupt empfangen und bestätigt wurde. Nach dieser Reise kehrte er nach Indien zurück und die mongolische Regierung verhinderte, dass ihm eine ihrer Botschaften noch einmal ein Visum ausstellen würde. Darauf bemühte er sich darum, die Buddhisten in Russland zu besuchen, was im Juli 2000 von der damals neuen Regierung unter Wladimir Putin abgelehnt wurde. Erst 2003 wurde ihm eine Reise nach Moskau erlaubt und im August 2005 konnte er Burjatien besuchen. In der Zwischenzeit versuchten buddhistische Mönche bei der mongolischen Regierung zu intervenieren, um ihm eine Einreise zu ermöglichen. Erst im Jahr 2009 änderten die Behörden ihre Politik. Auf Einladung des Gandan-Kloster konnte er nach zehn Jahren erneut in die Mongolei reisen und zwei Monate bleiben. Am Ende der Reise wurde ihm sogar die Staatsbürgerschaft verliehen und er erhielt einen mongolischen Reisepass. Er kehrte jedoch nach Dharamshala in Indien zurück, bereitete sich aber auf eine Übersiedlung im nächsten Jahr vor. 2011 kehrte er in die Mongolei zurück, nun mit der Absicht zu bleiben. In einer Zeremonie wurde er nun auf mongolischem Boden erneut inthronisiert und von der buddhistischen Geistlichkeit als ihr Oberhaupt bestätigt. Zu diesem Zeitpunkt war jedoch seine Gesundheit bereits beeinträchtigt und nach wenigen Monaten in der Mongolei starb er am 1. März 2012 in Ulaanbaatar.
Nach seinem Tod veröffentlichte der Dalai Lama ein Gebet für eine rasche Wiedergeburt des Jebtsundamba Khutukhtu.